# تاج الدين الفزاري
عبد الرحمن بن إبراهيم بن سباع بن ضياء الفَزَاري، الملقب بتاج الدين، المعروف بالفركاح لاعوجاج في رجليه، المصري الأصل، الدمشقي الإقامة، الفقيه الشافعي، الأصولي الأديب الشاعر المؤرخ المفسر المحدّث، فقيه أهل الشام.
تفقه على شيخ الإسلام العز بن عبد السلام، وروى صحيح البخاري عن ابن الزبيدي وسمع من ابن اللَّتِّي وابن الصلاح، وبلغ رتبة الاجتهاد، وتخرج به جماعة من القضاة والمدرسين والمفتين، ودرّس وناظر وصنف، وانتهت إليه رئاسة المذهب، ثم انتهت إلى ولده الفقيه الشيخ برهان الدين إبراهيم.
كتب الفركاحُ عدة كتب تدل على مكانته في العلم وتبحره فيه، وكان كريماً حسن الأخلاق والآداب، كثير الاشتغال بالعلم، محبباً إلى الناس لطيف الطباع، توفي سنة 690هـ وهو على تدريس البادرائية بدمشق.